# Unidad Morelos
Unidad Habitacional José María Morelos y Pavón är en ort i Mexiko.   Den ligger i kommunen Xochitepec och delstaten Morelos, i den sydöstra delen av landet, 70 km söder om huvudstaden Mexico City. Unidad Habitacional José María Morelos y Pavón ligger 1 273 meter över havet och antalet invånare är 10 625.
Terrängen runt Unidad Habitacional José María Morelos y Pavón är kuperad åt nordväst, men åt sydost är den platt. Terrängen runt Unidad Habitacional José María Morelos y Pavón sluttar söderut. Runt Unidad Habitacional José María Morelos y Pavón är det ganska tätbefolkat, med 120 invånare per kvadratkilometer. Närmaste större samhälle är Cuernavaca, 12,2 km norr om Unidad Habitacional José María Morelos y Pavón. I omgivningarna runt Unidad Habitacional José María Morelos y Pavón växer huvudsakligen savannskog.